# Des Bulpin
Desmond Donaldson Bulpin, detto Des (Glasgow, 31 marzo 1951), è un allenatore di calcio scozzese.

## Carriera
Inizia ad allenare nel 1980, nel settore giovanile del Bristol City. Lavora poi per alcuni anni nel settore giovanile del Bristol Rovers, di cui in seguito diventa anche vice allenatore della prima squadra, incarico che ricopre fino al 1991. Dal 1991 al 1994 lavora come vice di Gerry Francis (alle cui dipendenze era stato negli ultimi anni ai Rovers) al QPR, seguendolo poi anche al Tottenham, dove ricopre un incarico analogo dal 1994 al 1997.
In seguito, nelle stagioni 1999-2000, 2000-2001 e nelle prime 15 partite di campionato della stagione 2001-2002 è stato vice dello Stockport County.
Nella stagione 2006-2007 lavora come vice di Ian Holloway al Plymouth, rimanendo poi in squadra anche nelle prime partite della stagione 2007-2008 dopo che Holloway aveva lasciato il club. Trascorre il resto della stagione 2007-2008 come vice di Holloway al Leicester City.
Dal 2009 al 2010 ha allenato la nazionale delle Filippine, mentre dal 2010 al 2011 ha allenato contemporaneamente gli Indian Arrows (nella prima divisione indiana, conclusa con un nono posto in classifica) e la nazionale indiana Under-23. Nella stagione 2012-2013 allena invece lo Shillong Lajong, sempre nella I-League.
Nella stagione 2013-2014 ha allenato la formazione Under-18 del Crystal Palace, mentre nella stagione 2014-2015 ha lavorato come vice della prima squadra al Millwall, nella seconda divisione inglese.